# Gali Freitas
Gali Freitas (Dili, Timor Oriental; 31 de diciembre de 2004) es un futbolista de Timor Oriental que juega en la posición de extremo con el Persebaya Surabaya de la Liga 1 de Indonesia desde el año 2025.

## Carrera

### Club
| Periodo   | Club               |
| --------- | ------------------ |
| 2018      | SLB Laulara        |
| 2019–2022 | Lalenok United     |
| 2022–2023 | Assalam FC         |
| 2023      | Karketu Dili FC    |
| 2023–2025 | PSIS Semarang      |
| 2025–     | Persebaya Surabaya |

### Selección nacional
Ha estado en el proceso de selecciones menores desde la categoría sub-17. Debutó con Timor Oriental el 1 de septiembre de 2018 en la victoria por 3-1 ante Brunéi en Kuala Lumpur por la clasificación para la Copa Suzuki AFF 2018. Su primer gol internacional lo anotó el 27 de enero de 2022 en la derrota por 1-4 ante Indonesia en un partido amistoso en Gianyar.

## Controversia
Durante el Campeonato Sub-15 de la AFF 2019 Timor Oriental fue acusada de utilizar jugadores con edad superior al límite en el torneo, incluyendo al capitán Gali Freitas que reclamaban que tenía al menos 22 años de edad en ese momento. Las protestas iniciaron una investigación por parte de la ASEAN Football Federation por el incidente. Con el tiempo las protestas disminuyeron cuando Gali aseguró que era eligible para participar en el torneo.

## Logros

### Club
- Copa FFTL: 2020[6]

### Individual
- Goleador del Campeonato Sub-16 de la AFF de 2019 (7 goles)